# شرکت داروسازی اکسیر
کارخانه داروسازی اکسیر  در زمینی با وسعت ۳۶ هکتار با زیر بنای معادل ۶۰هزار متر مربع در شهرستان بروجرد در استان لرستان واقع شده است. این کارخانه از بزرگترین واحد های صنعتی کشور، در عرصه تولید داروهای انسانی است که با تکنولوژی پیشرفته خطوط تولید و مجموعه ای مجزا از ماشین آلات و تجهیزات مدرن آزمایشگاهی و پرسنل کارآزموده و متخصص ، هم اکنون بیش از دویست و هفتاد نوع فرآورده دارویی در دوزها و اشکال گوناگون تهیه و به بازار عرضه می نماید.محصولات این شرکت شامل فرآورده های دارویی به شکل قرص، کپسول، آمپول، کاتریج، شربت ویال تزریقی و شربت ، سافت ژل و پودر برای سوسپانسیون خوراکی می باشد در کنار این حجم از تولیدات تخصصی، واردات و تولید داروهای انحصاری، تحت لیسانس و فرآورده های بیوتکنولوژی از دیگر محصولات شرکت می باشد.

## تاریخچه
شرکت داروسازی اکسیر به عنوان یکی از بزرگترین و پیشرفته ترین تولیدکنندگان دارویی کشور در سال  ۱۳۶۷  توسط آقای دکتر محمود تهرانی تاسیس و در سال ۱۳۷۳ به بهره برداری رسید.این شرکت در سال ۱۳۷۹ به بازار بورس با نماد دلر وارد گردید. موضوع فعالیت شرکت طبق ماده 2 اساسنامه، احداث و بهره‌برداری از کارخانجات تولید انواع داروهای انسانی، داروهای حیوانی، فرآورده‌های بهداشتی و آرایشی، شیر خشک و غذای کودک و صنایع جنبی به‌منظور تهیه، تولید، بسته‌بندی، توزیع، فروش، واردات و صادرات انواع اقلام فوق و مواد اولیه مربوط به آن می باشد..

## کنترل و کیفیت
در این شرکت از یک سامانه ارزشیابی کامل و استاندارد برای نظارت بر کیفیت استفاده می شود. در این سامانه کنترل های دقیق و مستمر در کلیه مراحل از زمان ورود مواد اولیه تا محصول نهایی در آزمایشگاه های کنترل کیفیت و واحد تضمین کیفیت شرکت صورت می پذیرد که یکی از آزمایشگاه های رفرنس و مورد تایید وزارت بهداشت می باشد. تمامی فرآیند ها مطابق استانداردهایGMP و قواعد WHO طراحی و اجرا می گردد.
بهره برداری از فناوری های جدید و دانش روز در شرکت اکسیر این امکان را برای شرکت فراهم کرده است که ضمن دستیابی به کیفیت برتر در تولید محصولات خود قیمت های رقابتی مناسب را در قرارداد های تجاری و خرید محصولات دارویی در داخل و خارج کشور در اختیار مشتریان خود قراردهد.

## صادرات
این شرکت با صادرات محصولات به کشورهای مختلف جهان من‌جمله افغانستان، اوکراین، یمن، فیلیپین، آذربایجان، تاجیکستان، عراق، سوریه، سومالی، سریلانکا، اوگاندا، ارمنستان و لبنان سبب شده است تا با کسب عنوان صادر کننده نمونه برای شش سال متوالی به عنوان شرکت ممتاز صادراتی کشور انتخاب گردد.

## گواهینامه ها و استانداردها
علاوه بر این جلب اعتماد شرکت های معتبر بین المللی برای انجام پروژه های مشترک و تولید تحت لیسانس محصولات آنها و همچنین دریافت استاندارد های ایزو 9001 برای سیستم مدیریت کیفیت، ایزو 14001 برای سیستم مدیریت زیست محیطی، 18001OHSAS برای سیستم ایمنی و بهداشت حرفه ای انتخاب و عنوان یکصد برند برتر ایران برای دو سال متوالی، کسب جوایز در ارزیابی های جایزه کیفیت غذا، دارو و بهداشت ایران در چهار سال متوالی و اخذ گواهی نامه های اشتهار به کیفیت سه ستاره، همچنین کسب تقدیر نامه تعالی سازمانی ، دریافت گواهینامه حمایت از حقوق مصرف کنندگان در کشور به مدت سه سال، دریافت تقدیرنامه از فرماندار بروجرد بعنوان یکی دیگر از مصادیق رضایت نمایندگان جامعه از فعالیت های شرکت، دریافت تقدیرنامه از وزارت تعاون، کار و رفاه اجتماعی بعنوان خانه بهداشت کارگری نمونه، کسب موفقیت در فرمولاسیون و تولید داروهای جدید ایرانی از دیگر افتخارات شرکت اکسیر می باشد؛ که بیانگر تلاش جدی و دارا بودن استاندارد های بالای کار در این شرکت است.
شرکت داروسازی اکسیر به منظور حضور فعال در سطح جهانی ضمن پای بندی به اخلاق حرفه ای، قوانین و استاندارد های بین المللی و رعایت اصول ایمنی و زیست محیطی به عنوان منتخب برگزیده صنعت سبز استانی تلاش می کند با تکیه بر دانش ، نوآوری و خلاقیت کارکنان و بهره مندی از نظرات جامعه پزشکی، پشتوانه ای اطمینان بخش برای کارکنان، ذینعان و همه مصرف کنندگان باشد.
بر همین اساس و در راستای سیاست ¬های اقتصاد مقاومتی ابلاغی مقام¬ معظم رهبری (بعنوان تنها راه ادامه روند پیشرفت کشور در شرایط راهبردی کنونی) این شرکت با سه هدف اصلی به شرح نمودار مقابل ، اقدام به بازنگری و به¬روز رسانی ارکان¬ جهت ساز و اهداف کلان خود نموده است.
بازنگری و به روز رسانی ارکان جهت ساز شرکت داروسازی اکسیر، اهداف استراتژیک و برنامه های عملیاتی مربوطه بر مبنای مطالعات دقیق میدانی و از طریق تحلیل نقاط قوت و زمینه های قابل بهبود داخلی شرکت، تحلیل محیط خرد و کلان خارج از شرکت، و نیز آینده پژوهی صنعت دارو در ایران و جهان بنا نهاده شده است.

## محصولات
ویال مدونکس, 
ویال بونستا, 
قرص ویریتاف, 
قرص دفرازکس180.360, 
قرص سواژل, 
قرص اکسیلامر, 
و اکسی پلانین... 